# 鈴木正和 (詩人)
鈴木 正和（すずき まさかず、1931年10月15日 - 1997年11月8日）は、日本の詩人。

## 略歴
千葉県出身。明治学院大学文学部英文科卒。現代詩人会会員。栃木県足利市在住。

## 著書
- 『蛇 鈴木正和詩集』日本未来派 1961
- 『海 鈴木正和詩集』竜詩社 1964
- 『崖の思想 鈴木正和詩集』竜詩社 1968
- 『証 鈴木正和詩集 崖の思想no.2』両毛豆本の会 1971
- 『卦など五十二篇 1968-1972 詩集』国文社 1973
- 『足利 詩集』竜詩社 1974
- 『鈴木正和詩集』宝文館出版 昭和詩大系 1976
- 『呪標を失ったTという小村 鈴木正和詩集 1977～1980』龍詩社 1981
- 『Y村寒明けまでの数日 鈴木正和詩集』竜詩社 1991